# José Falcão (toureiro)
José Falcão, também conhecido por José Falcón, (Vila Franca de Xira, 30 de agosto de 1942 — Barcelona, 11 de agosto de 1974) foi um matador de toiros português morto por um touro na Monumental de Barcelona. Recebeu o Prémio da Imprensa (1968) na categoria de Tauromaquia.

## Biografia
José Carlos Frita Falcão nasceu em 30 de agosto de 1942 em Povos, antiga freguesia de Vila Franca de Xira (distrito de Lisboa).
José Falcão foi atraído para o toureio por influência familiar — o seu avô havia sido bandarilheiro profissional e o tio antigo novilheiro, contemporâneo de José Júlio e de Armando Soares. Não terá sido alheio o ambiente vilafranquense, onde existiam diversas ganadarias bravas. José Falcão e o seu irmão, Osvaldo, eram pretendentes frequentes nas tentas da ganadaria Palha.
Com apenas 15 anos de idade toureou na praça da sua terra natal antes de ir frequentar, entre 1960 a 1966, a Escola de Toureio de Coruche.
José Falcão debuta vestido de luzes a 20 de maio de 1962, na Monumental Amadeu Augusto dos Santos, no Montijo, com uma novilhada da Sociedade Agrícola de Rio Frio, ascendendo à categoria de novilheiro em 11 de junho de 1963, na Praça de Touros da Chamusca.[carece de fontes?]
Depois de se apresentar como novilheiro pela primeira vez na Monumental de Las Ventas, em Madrid, em março de 1966, tomou a alternativa na Praça de Badajoz, por ocasião da Feira de San Juan, a 23 de junho de 1968, apadrinhado por Paco Camino e testemunhada por Francisco Rivera “Paquirri”. Passado um ano regressava à praça madrilena para a confirmação, 27 de julho de 1969, apadrinhada por Vicente Punzón,
sendo testemunha Aurélio Garcia Higares. Ainda em 1969, a 13 de dezembro, confirma a alternativa no México, na Praça de touros México.
José Falcão recebeu o Prémio da Imprensa (1968), ou Prémio Bordalo, como "Matador de Touros" da categoria "Tauromaquia". O primeiro, entregue pela Casa da Imprensa em 1969, também distinguiu, nesta categoria, o cavaleiro Manuel Conde e o Grupo de Forcados de Alcochete. No ano seguinte a júri voltaria a considerá-lo como o melhor «espada» da temporada, mas o regulamento impedia a entrega da distinção em anos consecutivos.
Toureiro completo nos três tercios, José Falcão levou a cabo uma profícua carreira, atuando nas principais praças de Portugal, Espanha, França, América Latina e em Moçambique.
[carece de fontes?]
José Falcão morreu com apenas 31 anos a 11 de agosto de 1974, em Barcelona, poucas horas depois de sofrer uma cornada na femoral ao lidar o toiro Cuchareto, da ganadaria Hoyo de La Gitana, na enfermaria da Monumental de Barcelona.
Muitas vezes referenciado no mundo taurino como "José Falcón", o matador português continua a ser lembrado como último toureiro a morrer na capital catalã, onde a sua viúva, Rosita Gil, pertencente a uma conhecida família da área da restauração, concebeu um restaurante em sua homenagem. José Falcão tinha-se casado uns meses antes com a catalã e não chegou a conhecer a sua filha que nasceu após a sua morte.